# Morten Abel
Morten Abel Knutsen (Bodø, 15 ottobre 1962) è un cantante e musicista norvegese di musica pop.
Il cantante molto celebre in patria, nel 2014 è stato premiato per la sua carriera musicale con l'ambito Spellemannprisen nella categoria premio d'onore della giuria.

## Discografia

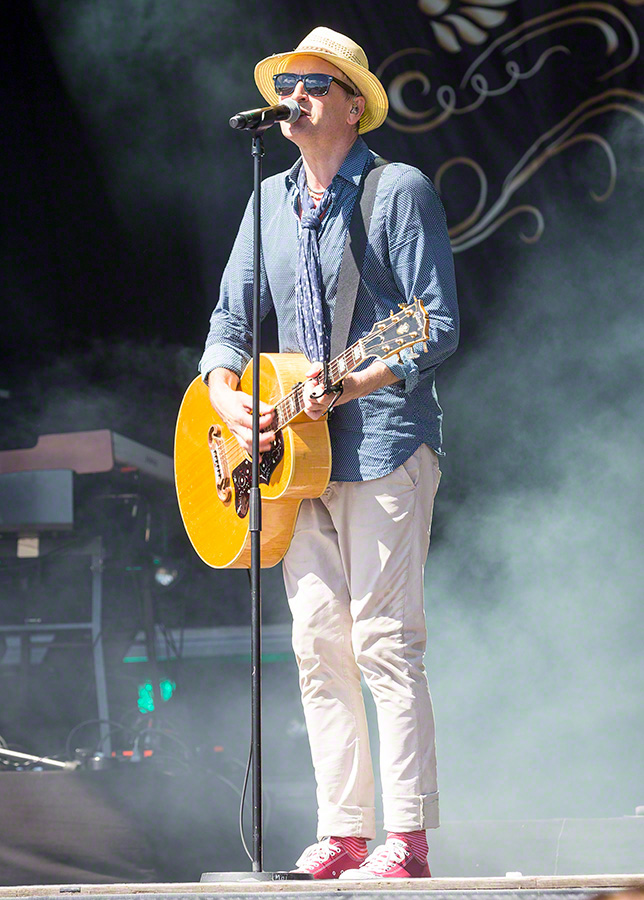
Abel (2016)

### Mods
- Revansj! (1981)
- Amerika (1982)
- Time Machine (1984)
- Originaler (1992) - CD re-issue set of two first albums
- Gje Meg Litt Merr: De Beste (2006) - Best of, CD+DVD

### The September When
- The September When (1989)
- Mother I've Been Kissed (1991)
- One Eye Open (1993)
- Hugger Mugger (1994)
- Prestige de la Norvége 89-96 (1996) - Best of
- The Best of TSW (2002) - Best of

### Peltz
- Coma (1996)

### Solo album
- Snowboy (1997)
- Here We Go Then, You And I (1999)
- I'll Come Back And Love You Forever (2001)
- Being Everything, Knowing Nothing (2003)
- Morten Abel (2004) - Best of, 2CD
- Give Texas Back To Mexico (2005) - Collection, Sweden only.
- Some Of Us Will Make It (2006)

### Solo DVD
- Being Everything, Knowing Nothing (2003)
- Live DVD (2004)

### Solo single
- "Be My Lover" (1999)
- "Doberman" (1999)
- "Hard to Stay Awake" (2000)
- "Tulipz" (2000)
- "I'll Come Back and Love You Forever" (2001)
- "You Are Beautiful" (2001)
- "Birmingham Ho" (2002)
- "Trendsetter" (2003)
- "Our Love Is Deep" (2003)
- "Big Brother" (2006)